# Лоопеалсе
59°26′53″ пн. ш. 24°50′17″ сх. д. / 59.44806° пн. ш. 24.83806° сх. д.
Лоопеалсе (ест. Loopealse) — мікрорайон в  районі Ласнамяє міста Таллінн.
Його населення складає 2388 чоловік (1 січня 2014).
Мікрорайон є резервною територією для будівництва житлових будинків і об'єктів для відпочинку.

## Історія
Мікрорайон Лоопеалсе був сформований на основі дев'ятого мікрорайону Ласнямяє та названий на честь характерного для цієї місцевості альварного ландшафта (ест. Loo — альвар).  Назви вулиць в мікрорайоні також пов'язані з ландшафтом — Алварі (ест. Alvari — Альварна), Лавамаа (ест. Lavamaa — Плато), Пую (ест. Puju — полин).
В 2002 митрополит Корнілій звернувся до талліннського самоуправління із запитом на будівництво православного храму в Ласнамяє. 20 лютого 2003 року влада Таллінна передала Естонській Православній Церкві ділянку землі в Лоопеалсе. 30 вересня 2003 року патріарх Алексій II освятив закладний камінь і 22 листопада 2006 року почалось будівництво Церкви ікони Божої Матері «Скоропослушніца». 16 липня 2013 року патріархом Кирилом була проведена церемонія освячення церкви. В 2008 році в мікрорайоні було побудовано вісім муніципальних житлових будинків на 680 квартир. В 2009 році біля церкви була відкрита площа імені патріарха Алексія II.

## Населення
За даними самоуправління Таллінна, на 1 січня 2014 року населення Лоопеалсе складало 2 388 жителів. Чоловіків серед них 42%. Естонці складають 49% жителів мікрорайону.
| 2008  | 2010    | 2011    | 2012    | 2014    |
| ----- | ------- | ------- | ------- | ------- |
| 1 772 | ↗ 2 048 | ↗ 2 073 | ↗ 2 168 | ↗ 2 388 |